# Aragorn
Aragorn II, soprannominato Grampasso (Passolungo nella traduzione del 2020) in italiano (Strider in originale), e salito al trono come Elessar Telcontar, è un personaggio di Arda, l'universo immaginario fantasy creato dallo scrittore inglese J. R. R. Tolkien. È uno dei protagonisti de Il Signore degli Anelli e compare anche nel Silmarillion.
Essendo l'ultimo discendente diretto di Elendil e Isildur (precisamente il trentanovesimo), era di diritto l'erede al trono di Gondor. Dopo aver passato i primi anni di vita in esilio, combatte per la guerra dell'Anello e alla fine di questa, nell'anno 3021 T.E. viene incoronato re di Gondor e di Arnor.

## Biografia
Aragorn nacque il 1º marzo dell'anno 2931 della Terza Era in una località dell'Eriador da Arathorn II e sua moglie Gilraen la Bella.
All'età di soli due anni Aragorn perse il padre, ucciso mentre inseguiva un gruppo di Orchi insieme ai due figli di re Elrond (Elladan e Elrohir) nelle terre del Nord. Il bambino venne quindi allevato a Gran Burrone, da Elrond in persona; su richiesta della madre, la sua identità di erede ai troni di Gondor e Arnor gli venne celata. Gilraen temeva infatti che Aragorn potesse essere assassinato come il padre e il nonno prima di lui. Aragorn fu chiamato dagli Elfi Estel (parola Sindarin che significa "speranza") e non conobbe la sua eredità fino all'età di venti anni, nel 2951. Elrond gli rivelò solo allora il suo vero nome e la sua discendenza, consegnandogli i frammenti della spada Narsil con cui in seguito forgiò Andúril. Nelle foreste di Imladris (nome sindarin per Gran Burrone), Aragorn conobbe Arwen, la figlia di Elrond ritornata dai boschi di Lórien, e se ne innamorò. Aragorn accettò il suo nome e il suo compito di sedicesimo Capitano dei Dunedain del Nord e partì alla volta delle Terre Selvagge. Nel 2953 egli non fu presente a Gran Burrone all'ultimo incontro del Bianco Consiglio.

Aragorn incontra, durante l'inseguimento di Gollum, Gandalf il Grigio nel 2956, diventando grande amico dello stregone. Sotto consiglio di Gandalf tiene d'occhio ciò che avviene nella Contea e nei suoi viaggi al nord adotta il nome di Grampasso (Strider). Sul ruolo di Aragorn e sui tempi bui in avvicinamento Gilraen, alcuni mesi prima di morire, pronunciò un linnod che riprendeva il significato di Estel: 
Dal 2957 al 2980 Aragorn, celando la sua identità sotto lo pseudonimo di Thorongil, intraprende lunghi viaggi, prestando servizio negli eserciti di Re Thengel di Rohan e del Reggente di Gondor Ecthelion II. Molte delle sue azioni indeboliscono l'avanzata di Sauron e dei suoi alleati e, nel 2980, prende parte all'assalto di Umbar da parte dell'esercito Gondoriano: la città viene conquistata ed egli stesso sconfigge il Capitano del Porto durante una battaglia sui moli. In seguito, nel 2980, Aragorn torna a Lothlórien dove incontra nuovamente Arwen; egli le regala il sigillo della sua casata, l'Anello di Barahir e Arwen gli confida una promessa di matrimonio. Elrond concede al figlio adottivo di sposare Arwen, a patto però che, prima, egli reclami la sua eredità di Re dei regni del Nord e del Sud, giacché solo un re può essere degno di sposare la figlia.
Nel 3009, sotto richiesta di Gandalf, Aragorn si dirige a nord est, nel Rhovanion, alla ricerca di Gollum. Nelle Paludi Morte, nei pressi di Mordor, egli riesce finalmente a catturare la disgraziata creatura. Aragorn conduce Gollum in cattività presso Bosco Atro, nel regno di Re Thranduil, dove lo interroga sul suo passato. Il 30 settembre 3018, Aragorn si trova a Brea, nella Taverna del Puledro Impennato, in attesa di incontrare l'inconsapevole Frodo Baggins per proteggerlo dagli emissari dell'Oscuro Signore. Aragorn ha compiuto, in quell'anno, ben 87 anni, ma grazie al suo sangue Nùmenòreano egli appare appena quarantenne. Scortato Frodo a Gran Burrone, Aragorn diventa insieme a Gandalf il capo della Compagnia dell'Anello e in questa occasione Elrond, dai frammenti di Narsil, forgia per lui Andúril ("Fiamma dell'Ovest").
A metà viaggio gli Uruk-hai attaccano la Compagnia, uccidendo Boromir e rapendo Merry e Pipino. Frodo e Sam, non visti, prendono una barca e si dirigono, da soli, verso il Monte Fato.

Ad Aragorn, Gimli e Legolas non resta quindi che liberare Merry e Pipino dagli orchi, prendendo in prestito a Re Théoden di Rohan dei cavalli. Infine si recano a Meduseld per restituire le cavalcature. Lì Aragorn intreccia un rapporto di tenera amicizia con Éowyn Dama di Rohan, ma giorni dopo, congedandosi, lei gli confessa che prova per lui un sentimento più profondo. L'amore di Éowyn resta però non corrisposto.
La restaurazione al trono di Gondor della discendenza regale di Elendil è una delle principali sottotrame de Il Signore degli Anelli: le azioni di Aragorn, infatti, non solo aiutano Frodo nella sua impresa, ma lo portano sempre più vicino a riacquistare il trono (manovra politicamente molto difficile da attuare, anche a causa della volontà di Denethor II di conservare il potere).
A seguito della sconfitta di Sauron, nel marzo del 3019 (T.E.), Aragorn viene incoronato Re di Gondor e di Arnor con il nome di Re "Elessar" (parola Quenya per Gemma elfica); tale nome gli viene dato da Galadriel. Aragorn sposa dunque Arwen Undómiel, la quale ha rinunciato a partire per le terre immortali, e regna insieme a lei nel riunito Regno del Nord e del Sud fino all'anno 120 della Quarta Era (T.E. 3141). Aragorn e Arwen avranno almeno due figlie e un erede maschio: Eldarion. Aragorn muore dopo 210 anni di vita e 122 anni di regno.
Aragorn è anche lontanamente imparentato con Elrond: infatti il fratello di quest'ultimo, Elros, è stato il primo Re di Númenor con il nome di Tar-Minyatur. Elrond ed Elros sono entrambi mezzelfi e - come tali - sono chiamati a scegliere il proprio destino: così mentre il primo decise di far parte dell'immortale popolo elfico, il secondo scelse invece di condividere, pur ricevendo il dono di una lunghissima vita dai Valar, la mortalità degli uomini. Elendil è il primo dei discendenti di Elros a regnare nella Terra di Mezzo; tra Elendil e Aragorn passano addirittura 39 generazioni. Tra Elrond e Aragorn sono più di cinquanta.

## Descrizione

### Famiglia
|  |  |  |  |         |         |         |         |         |         |         |         | Elros         |           |           |           |                             |                             |                             |                             |                             |                             |                       |                       |                       |                       |          |          |         |        |                 |                 |                 |                 |                 |                 |  |  |  |  |  |  |  |  |  |  |  |  |  |  |  |  |  |  |  |  |  |  |  |  |  |  |
|  |  |  |  |         |         |         |         |         |         |         |         |               |           |           |           |                             |                             |                             |                             |                             |                             |                       |                       |                       |                       |          |          |         |        |                 |                 |                 |                 |                 |                 |  |  |  |  |  |  |  |  |  |  |  |  |  |  |  |  |  |  |  |  |  |  |  |  |  |  |
|  |  |  |  |         |         |         |         |         |         |         |         | Re di Númenor |           |           |           |                             |                             |                             |                             |                             |                             |                       |                       |                       |                       |          |          |         |        |                 |                 |                 |                 |                 |                 |  |  |  |  |  |  |  |  |  |  |  |  |  |  |  |  |  |  |  |  |  |  |  |  |  |  |
|  |  |  |  |         |         |         |         |         |         |         |         |               |           |           |           |                             |                             |                             |                             |                             |                             |                       |                       |                       |                       |          |          |         |        |                 |                 |                 |                 |                 |                 |  |  |  |  |  |  |  |  |  |  |  |  |  |  |  |  |  |  |  |  |  |  |  |  |  |  |
|  |  |  |  |         |         |         |         |         |         |         |         | Silmariën     | Silmariën | Silmariën | Silmariën | Silmariën                   | Silmariën                   |                             |                             | Elatan di Andúnië           | Elatan di Andúnië           | Elatan di Andúnië     | Elatan di Andúnië     | Elatan di Andúnië     | Elatan di Andúnië     |          |          |         |        |                 |                 |                 |                 |                 |                 |  |  |  |  |  |  |  |  |  |  |  |  |  |  |  |  |  |  |  |  |  |  |  |  |  |  |
|  |  |  |  |         |         |         |         |         |         |         |         | Silmariën     | Silmariën | Silmariën | Silmariën | Silmariën                   | Silmariën                   |                             |                             | Elatan di Andúnië           | Elatan di Andúnië           | Elatan di Andúnië     | Elatan di Andúnië     | Elatan di Andúnië     | Elatan di Andúnië     |          |          |         |        |                 |                 |                 |                 |                 |                 |  |  |  |  |  |  |  |  |  |  |  |  |  |  |  |  |  |  |  |  |  |  |  |  |  |  |
|  |  |  |  |         |         |         |         |         |         |         |         |               |           |           |           |                             |                             |                             |                             |                             |                             |                       |                       |                       |                       |          |          |         |        |                 |                 |                 |                 |                 |                 |  |  |  |  |  |  |  |  |  |  |  |  |  |  |  |  |  |  |  |  |  |  |  |  |  |  |
|  |  |  |  |         |         |         |         |         |         |         |         |               |           |           |           | Valandil                    |                             |                             |                             |                             |                             |                       |                       |                       |                       |          |          |         |        |                 |                 |                 |                 |                 |                 |  |  |  |  |  |  |  |  |  |  |  |  |  |  |  |  |  |  |  |  |  |  |  |  |  |  |
|  |  |  |  |         |         |         |         |         |         |         |         |               |           |           |           |                             |                             |                             |                             |                             |                             |                       |                       |                       |                       |          |          |         |        |                 |                 |                 |                 |                 |                 |  |  |  |  |  |  |  |  |  |  |  |  |  |  |  |  |  |  |  |  |  |  |  |  |  |  |
|  |  |  |  |         |         |         |         |         |         |         |         |               |           |           |           | Signori di Andúnië          |                             |                             |                             |                             |                             |                       |                       |                       |                       |          |          |         |        |                 |                 |                 |                 |                 |                 |  |  |  |  |  |  |  |  |  |  |  |  |  |  |  |  |  |  |  |  |  |  |  |  |  |  |
|  |  |  |  |         |         |         |         |         |         |         |         |               |           |           |           |                             |                             |                             |                             |                             |                             |                       |                       |                       |                       |          |          |         |        |                 |                 |                 |                 |                 |                 |  |  |  |  |  |  |  |  |  |  |  |  |  |  |  |  |  |  |  |  |  |  |  |  |  |  |
|  |  |  |  |         |         |         |         |         |         |         |         |               |           |           |           | Amandil                     |                             |                             |                             |                             |                             |                       |                       |                       |                       |          |          |         |        |                 |                 |                 |                 |                 |                 |  |  |  |  |  |  |  |  |  |  |  |  |  |  |  |  |  |  |  |  |  |  |  |  |  |  |
|  |  |  |  |         |         |         |         |         |         |         |         |               |           |           |           |                             |                             |                             |                             |                             |                             |                       |                       |                       |                       |          |          |         |        |                 |                 |                 |                 |                 |                 |  |  |  |  |  |  |  |  |  |  |  |  |  |  |  |  |  |  |  |  |  |  |  |  |  |  |
|  |  |  |  |         |         |         |         |         |         |         |         |               |           |           |           | Elendil                     |                             |                             |                             |                             |                             |                       |                       |                       |                       |          |          |         |        |                 |                 |                 |                 |                 |                 |  |  |  |  |  |  |  |  |  |  |  |  |  |  |  |  |  |  |  |  |  |  |  |  |  |  |
|  |  |  |  |         |         |         |         |         |         |         |         |               |           |           |           |                             |                             |                             |                             |                             |                             |                       |                       |                       |                       |          |          |         |        |                 |                 |                 |                 |                 |                 |  |  |  |  |  |  |  |  |  |  |  |  |  |  |  |  |  |  |  |  |  |  |  |  |  |  |
|  |  |  |  |         |         |         |         |         |         |         |         |               |           |           |           |                             |                             |                             |                             |                             |                             |                       |                       |                       |                       |          |          |         |        |                 |                 |                 |                 |                 |                 |  |  |  |  |  |  |  |  |  |  |  |  |  |  |  |  |  |  |  |  |  |  |  |  |  |  |
|  |  |  |  |         |         |         |         |         |         | Isildur | Isildur | Isildur       | Isildur   | Isildur   | Isildur   |                             |                             |                             |                             |                             |                             | Anárion               | Anárion               | Anárion               | Anárion               | Anárion  | Anárion  |         |        |                 |                 |                 |                 |                 |                 |  |  |  |  |  |  |  |  |  |  |  |  |  |  |  |  |  |  |  |  |  |  |  |  |  |  |
|  |  |  |  |         |         |         |         |         |         | Isildur | Isildur | Isildur       | Isildur   | Isildur   | Isildur   |                             |                             |                             |                             |                             |                             | Anárion               | Anárion               | Anárion               | Anárion               | Anárion  | Anárion  |         |        |                 |                 |                 |                 |                 |                 |  |  |  |  |  |  |  |  |  |  |  |  |  |  |  |  |  |  |  |  |  |  |  |  |  |  |
|  |  |  |  |         |         |         |         |         |         |         |         |               |           |           |           |                             |                             |                             |                             |                             |                             |                       |                       |                       |                       |          |          |         |        |                 |                 |                 |                 |                 |                 |  |  |  |  |  |  |  |  |  |  |  |  |  |  |  |  |  |  |  |  |  |  |  |  |  |  |
|  |  |  |  | Elendur | Elendur | Elendur | Elendur | Elendur | Elendur |         |         | Ciryon        | Ciryon    | Ciryon    | Ciryon    | Ciryon                      | Ciryon                      |                             |                             |                             |                             | 3 figlie              | 3 figlie              | 3 figlie              | 3 figlie              | 3 figlie | 3 figlie |         |        | Meneldil        | Meneldil        | Meneldil        | Meneldil        | Meneldil        | Meneldil        |  |  |  |  |  |  |  |  |  |  |  |  |  |  |  |  |  |  |  |  |  |  |  |  |  |  |
|  |  |  |  | Elendur | Elendur | Elendur | Elendur | Elendur | Elendur |         |         | Ciryon        | Ciryon    | Ciryon    | Ciryon    | Ciryon                      | Ciryon                      |                             |                             |                             |                             | 3 figlie              | 3 figlie              | 3 figlie              | 3 figlie              | 3 figlie | 3 figlie |         |        | Meneldil        | Meneldil        | Meneldil        | Meneldil        | Meneldil        | Meneldil        |  |  |  |  |  |  |  |  |  |  |  |  |  |  |  |  |  |  |  |  |  |  |  |  |  |  |
|  |  |  |  |         |         |         |         | Aratan  | Aratan  | Aratan  | Aratan  | Aratan        | Aratan    |           |           | Valandil                    | Valandil                    | Valandil                    | Valandil                    | Valandil                    | Valandil                    |                       |                       |                       |                       |          |          |         |        | Cemendur        | Cemendur        | Cemendur        | Cemendur        | Cemendur        | Cemendur        |  |  |  |  |  |  |  |  |  |  |  |  |  |  |  |  |  |  |  |  |  |  |  |  |  |  |
|  |  |  |  |         |         |         |         | Aratan  | Aratan  | Aratan  | Aratan  | Aratan        | Aratan    |           |           | Valandil                    | Valandil                    | Valandil                    | Valandil                    | Valandil                    | Valandil                    |                       |                       |                       |                       |          |          |         |        | Cemendur        | Cemendur        | Cemendur        | Cemendur        | Cemendur        | Cemendur        |  |  |  |  |  |  |  |  |  |  |  |  |  |  |  |  |  |  |  |  |  |  |  |  |  |  |
|  |  |  |  |         |         |         |         |         |         |         |         |               |           |           |           | Re di Arnor Re di Arthedain | Re di Arnor Re di Arthedain | Re di Arnor Re di Arthedain | Re di Arnor Re di Arthedain | Re di Arnor Re di Arthedain | Re di Arnor Re di Arthedain |                       |                       |                       |                       |          |          |         |        | Re di Gondor    | Re di Gondor    | Re di Gondor    | Re di Gondor    | Re di Gondor    | Re di Gondor    |  |  |  |  |  |  |  |  |  |  |  |  |  |  |  |  |  |  |  |  |  |  |  |  |  |  |
|  |  |  |  |         |         |         |         |         |         |         |         |               |           |           |           | Re di Arnor Re di Arthedain | Re di Arnor Re di Arthedain | Re di Arnor Re di Arthedain | Re di Arnor Re di Arthedain | Re di Arnor Re di Arthedain | Re di Arnor Re di Arthedain |                       |                       |                       |                       |          |          |         |        | Re di Gondor    | Re di Gondor    | Re di Gondor    | Re di Gondor    | Re di Gondor    | Re di Gondor    |  |  |  |  |  |  |  |  |  |  |  |  |  |  |  |  |  |  |  |  |  |  |  |  |  |  |
|  |  |  |  |         |         |         |         |         |         |         |         |               |           |           |           |                             |                             |                             |                             |                             |                             |                       |                       |                       |                       |          |          | Ondoher |        |                 |                 |                 |                 |                 |                 |  |  |  |  |  |  |  |  |  |  |  |  |  |  |  |  |  |  |  |  |  |  |  |  |  |  |
|  |  |  |  |         |         |         |         |         |         |         |         |               |           |           |           |                             |                             |                             |                             |                             |                             |                       |                       |                       |                       |          |          |         |        |                 |                 |                 |                 |                 |                 |  |  |  |  |  |  |  |  |  |  |  |  |  |  |  |  |  |  |  |  |  |  |  |  |  |  |
|  |  |  |  |         |         |         |         |         |         |         |         |               |           |           |           | Arvedui                     | Arvedui                     | Arvedui                     | Arvedui                     | Arvedui                     | Arvedui                     |                       |                       | Fíriel                | Fíriel                | Fíriel   | Fíriel   | Fíriel  | Fíriel |                 |                 |                 |                 |                 |                 |  |  |  |  |  |  |  |  |  |  |  |  |  |  |  |  |  |  |  |  |  |  |  |  |  |  |
|  |  |  |  |         |         |         |         |         |         |         |         |               |           |           |           | Arvedui                     | Arvedui                     | Arvedui                     | Arvedui                     | Arvedui                     | Arvedui                     |                       |                       | Fíriel                | Fíriel                | Fíriel   | Fíriel   | Fíriel  | Fíriel |                 |                 |                 |                 |                 |                 |  |  |  |  |  |  |  |  |  |  |  |  |  |  |  |  |  |  |  |  |  |  |  |  |  |  |
|  |  |  |  |         |         |         |         |         |         |         |         |               |           |           |           |                             |                             |                             |                             |                             |                             |                       |                       |                       |                       |          |          |         |        |                 |                 |                 |                 |                 |                 |  |  |  |  |  |  |  |  |  |  |  |  |  |  |  |  |  |  |  |  |  |  |  |  |  |  |
|  |  |  |  |         |         |         |         |         |         |         |         |               |           |           |           |                             |                             |                             |                             | Capitani dei Dúnedain       | Capitani dei Dúnedain       | Capitani dei Dúnedain | Capitani dei Dúnedain | Capitani dei Dúnedain | Capitani dei Dúnedain |          |          | Elrond  | Elrond | Elrond          | Elrond          | Elrond          | Elrond          |                 |                 |  |  |  |  |  |  |  |  |  |  |  |  |  |  |  |  |  |  |  |  |  |  |  |  |  |  |
|  |  |  |  |         |         |         |         |         |         |         |         |               |           |           |           |                             |                             |                             |                             | Capitani dei Dúnedain       | Capitani dei Dúnedain       | Capitani dei Dúnedain | Capitani dei Dúnedain | Capitani dei Dúnedain | Capitani dei Dúnedain |          |          | Elrond  | Elrond | Elrond          | Elrond          | Elrond          | Elrond          |                 |                 |  |  |  |  |  |  |  |  |  |  |  |  |  |  |  |  |  |  |  |  |  |  |  |  |  |  |
|  |  |  |  |         |         |         |         |         |         |         |         |               |           |           |           |                             |                             |                             |                             | Aragorn                     | Aragorn                     | Aragorn               | Aragorn               | Aragorn               | Aragorn               |          |          | Arwen   | Arwen  | Arwen           | Arwen           | Arwen           | Arwen           |                 |                 |  |  |  |  |  |  |  |  |  |  |  |  |  |  |  |  |  |  |  |  |  |  |  |  |  |  |
|  |  |  |  |         |         |         |         |         |         |         |         |               |           |           |           |                             |                             |                             |                             | Aragorn                     | Aragorn                     | Aragorn               | Aragorn               | Aragorn               | Aragorn               |          |          | Arwen   | Arwen  | Arwen           | Arwen           | Arwen           | Arwen           |                 |                 |  |  |  |  |  |  |  |  |  |  |  |  |  |  |  |  |  |  |  |  |  |  |  |  |  |  |
|  |  |  |  |         |         |         |         |         |         |         |         |               |           |           |           |                             |                             |                             |                             |                             |                             |                       |                       |                       |                       |          |          |         |        |                 |                 |                 |                 |                 |                 |  |  |  |  |  |  |  |  |  |  |  |  |  |  |  |  |  |  |  |  |  |  |  |  |  |  |
|  |  |  |  |         |         |         |         |         |         |         |         |               |           |           |           |                             |                             |                             |                             |                             |                             |                       |                       |                       |                       |          |          |         |        |                 |                 |                 |                 |                 |                 |  |  |  |  |  |  |  |  |  |  |  |  |  |  |  |  |  |  |  |  |  |  |  |  |  |  |
|  |  |  |  |         |         |         |         |         |         |         |         |               |           |           |           |                             |                             |                             |                             | Eldarion                    | Eldarion                    | Eldarion              | Eldarion              | Eldarion              | Eldarion              |          |          |         |        | almeno 2 figlie | almeno 2 figlie | almeno 2 figlie | almeno 2 figlie | almeno 2 figlie | almeno 2 figlie |  |  |  |  |  |  |  |  |  |  |  |  |  |  |  |  |  |  |  |  |  |  |  |  |  |  |
|  |  |  |  |         |         |         |         |         |         |         |         |               |           |           |           |                             |                             |                             |                             | Eldarion                    | Eldarion                    | Eldarion              | Eldarion              | Eldarion              | Eldarion              |          |          |         |        | almeno 2 figlie | almeno 2 figlie | almeno 2 figlie | almeno 2 figlie | almeno 2 figlie | almeno 2 figlie |  |  |  |  |  |  |  |  |  |  |  |  |  |  |  |  |  |  |  |  |  |  |  |  |  |  |
|  |  |  |  |         |         |         |         |         |         |         |         |               |           |           |           |                             |                             |                             |                             | Re dei Regni Riuniti        |                             |                       |                       |                       |                       |          |          |         |        |                 |                 |                 |                 |                 |                 |  |  |  |  |  |  |  |  |  |  |  |  |  |  |  |  |  |  |  |  |  |  |  |  |  |  |

### Aspetto e caratteristiche
Ne La Compagnia dell'Anello, Aragorn viene descritto come un uomo molto alto (il più alto dei "Nove Viandanti" ) e di bell'aspetto. Ha il viso pallido, i suoi capelli sono castani con qualche sfumatura grigia, mentre i suoi occhi sono grigi, prerogativa dei discendenti di Númenór e della razza Elfica. Il suo sguardo severo e la sua voce profonda e imperiosa celano parzialmente la sua indole gentile e altruista.

Come abbigliamento, porta degli alti stivali di morbida pelle e di ottima fattura, anche se ormai consunti, e un pesante mantello con cappuccio, di un verde scuro scolorito dal tempo sotto il quale tiene una pipa dal lungo cannello stranamente intagliato, con la quale si diletta a fumare la rinomata erba pipa della Contea. Proprio come Gandalf, tale passione la eredita durante i suoi viaggi erranti, presso il nord della Terra degli Hobbit.
Durante la permanenza a Lothlórien, Aragorn, e gli altri membri della Compagnia, ricevono i manti con cappuccio dei Galadhrim, cuciti su misura per ognuno di loro da Galadriel, aiutata dalle sue damigelle. I mantelli erano di una stoffa di seta leggera ma calda, che veniva chiusa al collo da una spilla simile a una verde foglia venata d'argento. Inoltre i manti avevano la particolare capacità di donare al possessore mimetizzazione e furtività, grazie al proprio colore che sfumava dal grigio al verde, al marrone e all'argento.

Successivamente, prima della partenza da Lórien, il Ramingo riceve altri due doni dalla Dama della Luce e da Celeborn. Il primo è un fodero creato appositamente per la sua spada, ornato da una ghirlanda di fiori e foglie d'oro e d'argento, e con gemme incastonate in modo da formare il nome Andúril, accompagnate da rune elfiche che ne specificano il lignaggio dell'arma. Il secondo dono è l'Elessar, una spilla d'argento a forma d'aquila ad ali spiegate, nella quale è incastonata una grande pietra verde. Tale dono era stato precedentemente tramandato da Galadriel a Celebrían, ad Arwen la quale a sua volta lo riconsegnò alla Bianca Dama, affinché essa lo donasse al suo amato Aragorn. Per il Dúnedain non era la prima volta che camminava sotto gli alberi di Caras Galadhon, infatti all'età di quarantanove anni Aragorn fu ospitato da dama Galadriel la quale lo vestì d'argento e bianco, con un manto grigio-elfico e in testa un cerchietto d'argento con gemma brillante in fronte, che agli occhi di tutti gli conferivano bellezza e superiorità rispetto a qualunque uomo vivente, tanto da sembrare quasi un signore elfico delle isole dell'Ovest.
Ne Il ritorno del re, il Dúnedain guida la Grigia Compagnia nella Battaglia dei Campi del Pelennor portando in testa un sottile cerchietto d'argento con la "Stella di Elendil", brillante sulla fronte del Ramingo.
Infine, dinanzi alle mura di Minas Tirith, Faramir succeduto come nuovo sovrintendente della Cittadella, dopo il suicidio del padre Denethor, consegna ad Aragorn la corona di Eärnur, l'ultimo re, custodita fino a quel giorno nelle silenziose aule di Rath Dínen all'interno di una cassetta. Tale corona era costituita da un alto elmo bianco dai guanciali stretti, sul quale erano incastonate sette gemme di diamante di cui una al centro brillava più delle altre come fiamma avvampante. La corona era poi sormontata ai lati da due grandi ali di gabbiano, fatte di perle e d'argento, emblema dei re venuti dal Mare.
La corona originariamente era un semplice elmo appartenuto probabilmente a Isildur (poiché quello di Anárion fu distrutto da un proiettile scagliato da Barad-Dûr che lo uccise, mentre di quello di Elendil non se ne ha tracce), dal quale ai tempi di Atanatar II fu ricavata la brillante "corona-elmo di Gondor". Durante la cerimonia d'incoronazione, Aragorn indossa una cotta di maglia nera con cinta d'argento, e sulle spalle un lungo mantello bianco fermato al collo dalla preziosa spilla Elessar, ricevuta durante la permanenza a Lothlórien.
Per quanto concerne le armi, a differenza della trilogia cinematografica di Peter Jackson nella quale egli possiede anche un arco, una faretra e un pugnale, Aragorn dispone solamente della spada Andúril, riforgiata dai resti di Narsil: la spada di Elendil. Successivamente a Edoras, in vista della battaglia al Fosso di Helm, Théoden dona ad Aragorn in segno di rinnovata amicizia, una cotta di maglia, un elmo e uno scudo rotondo dalle borchie placcate in oro e incastonate di gemme verdi, rosse e bianche, appartenenti al tesoro reale custodito a Meduseld.
Aragorn viene comunque identificato come re per i suoi poteri di guarigione, non per il possesso della spada.

### Nomi e titoli
Aragorn era conosciuto come Thorongil quando, nei giorni della sua giovinezza, viaggiò a Rohan e a Gondor e fornì aiuto ai signori dei due regni. Thorongil è un termine in Sindarin che deriva dall'unione di thoron, "aquila" e gil, "stella". Il suo significato è dunque "l'Aquila della Stella", poiché Thorongil era veloce e lungimirante e portava una stella d'argento sul suo manto.

## Creazione e sviluppo
Inizialmente Aragorn avrebbe dovuto essere Bilbo Baggins travestito, ma l'autore bocciò ben presto l'idea. Tolkien elaborò in seguito una nuova idea: l'autore aveva infatti pensato ad Aragorn come il cugino di Bilbo, scomparso a causa di Gandalf. L'idea fu elaborata da Tolkien, il quale rese Aragorn da cugino a nipote di Bilbo, quindi cugino di Frodo. Il nome che avrebbe dovuto avere era Peregrin Boffin. Il personaggio sarebbe scappato dalla Contea circa 20 anni prima i fatti narrati ne Lo Hobbit. In seguito Peregrin sarebbe stato catturato e torturato a Mordor, per poi essere salvato da Gandalf. A causa delle torture, il personaggio avrebbe perso le gambe, e queste ultime sarebbero poi state sostituite con gambe di legno, le quali lo facevano più alto. Alla fine, il personaggio fu bocciato dall'autore, il quale preferì evolverlo in Aragorn, il quale non apparteneva alla razza degli Hobbit, bensì era un Ramingo del nord che nascondeva un oscuro passato.
Dopo successive evoluzioni, Tolkien incominciò a delineare il personaggio. Aragorn diventò ben presto l'erede al trono di Gondor ed erede di Isildur; inizialmente, l'autore progettò che tra Aragorn e Isildur ci fossero solo tre generazioni. L'idea di un personaggio femminile al fianco di Aragorn nacque quasi subito nella mente dell'autore; ciò nonostante Tolkien creò prima Éowyn di Arwen. La prima avrebbe avuto una relazione tormentata con Aragorn, poi conclusasi con la morte della donna nel tentativo di salvare suo zio Théoden. In seguito, con la creazione di Arwen, il personaggio avrebbe avuto in dono uno degli anelli magici da Galadriel, divenendo automaticamente uno dei "signori degli anelli". L'idea fu ben presto scartata dall'autore.

## Adattamenti
Nell'adattamento cinematografico a cartoni animati di Ralph Bakshi, Aragorn è doppiato da John Hurt. Questa versione del personaggio è stata criticata, poiché il personaggio assomiglia molto a un nativo americano.
Theodore Bikel ha doppiato il personaggio nel film animato del 1980 Il ritorno del re.
Nella trilogia cinematografica diretta da Peter Jackson il ruolo di Aragorn è interpretato da Viggo Mortensen con la voce italiana di Pino Insegno. Mortensen ereditò il ruolo da Stuart Townsend dopo cinque giorni di riprese, poiché Jackson in seguito giudicò Townsend troppo giovane per la parte. I film, piuttosto che incedere sulle difficili vicende politiche che riguardano il ritorno di Aragorn come Re, pongono l'accento sui dubbi che Aragorn nutre nei propri confronti: egli si chiede se sarà in grado di sostenere quel peso che aveva corrotto Isildur e impedito in prima istanza di distruggere l'Unico Anello di Sauron. Egli accetta definitivamente il proprio ruolo di erede al trono solo ne Il ritorno del re. Nel libri tale dubbio non è assolutamente menzionato né presente. Viene citato da Thranduil ne Lo Hobbit - La battaglia delle cinque armate: alla fine della battaglia dei cinque eserciti, dopo che Legolas dice al padre di non voler tornare nel Reame boscoso, Thranduil gli suggerisce di recarsi a Nord e di unirsi a lui, questa scena è tuttavia errata per vari motivi: il primo è che Legolas viene mandato al consiglio di Elrond solamente per riferire che Gollum era fuggito dalle prigioni del Reame Boscoso, secondo, stando a quanto dice l'Appendice B del Il Signore degli Anelli, essendo Aragorn nato nel 2931 TE, e svoltasi la battaglia nel 2941 TE, Aragorn aveva solo 10 anni in quel periodo, e si trovava ancora a Gran Burrone con la madre Gilraen, (non si incontra tuttavia con i nani che vi erano passati pochi mesi prima), Aragorn non si trova ancora nelle Terre Selvagge dove Thranduil suggerisce a Legolas di andare, questo rende la scena fondamentalmente incoerente. Tuttavia è da notare che, nel romanzo, tra la festa d'addio di Bilbo e la partenza di Frodo trascorrono ben diciassette anni, mentre nel film soltanto alcuni giorni (la festa si svolge il 22 settembre, ed il 24 ottobre Frodo è già giunto a Gran Burrone). Malgrado questa modifica, nei film l'intervallo temporale tra l'avventura di Bilbo e quella di Frodo è sempre di sessant'anni, così come l'età di Aragorn è di ottantasette. Secondo questa cronologia alternativa dunque, al tempo del viaggio di Bilbo con i nani, Aragorn avrebbe circa ventisette anni. La scena sopra citata spiegherebbe anche (sempre secondo l'interpretazione cinematografica) il fatto che Aragorn e Legolas si conoscano bene già da prima del viaggio (è proprio Legolas infatti a rivelare l'identità del ramingo davanti al Consiglio di Elrond).
Nel fan film intitolato The Hunt for Gollum viene narrata la storia di Aragorn durante il viaggio per catturare Gollum, ovvero il precedente portatore dell'anello.

## Impatto culturale
Il personaggio ha avuto un forte impatto culturale, specialmente dopo l'uscita della trilogia di Peter Jackson, serie di film in cui è interpretato dall'attore Viggo Mortensen. Infatti è stato spesso presente in diversi sondaggi di popolarità, classificandosi al 31º posto nella classifica dei più grandi personaggi cinematografici di tutti i tempi; UGO Networks lo ha classificato come uno dei migliori eroi di tutti i tempi. Inoltre è stato soggetto a diverse parodie ed è stato protagonista di ben due fan film incentrati sugli eventi precedenti al romanzo de Il Signore degli Anelli.